# 福岡高等学校 (旧制)
| 福岡高等学校 | 福岡高等学校 |
| ------------ | ------------ |
| 創立         | 1921年       |
| 所在地       | 福岡市       |
| 初代校長     | 秋吉音治     |
| 廃止         | 1950年       |
| 後身校       | 九州大学     |
| 同窓会       | 青陵会       |

旧制福岡高等学校（きゅうせいふくおかこうとうがっこう）は、福岡県に設立された官立の旧制高等学校。

## 沿革
- 1921年（大正10年）11月9日 - 高等学校令（第二次高等学校令、勅令432号）により、福岡高等学校が設立[1]。
- 1922年（大正11年）
  - 4月 - 福岡高等学校が開校。第1回入学式を挙行。定員は5組200名（1組あたり40名、文科3組、理科2組）。
  - 9月 - 寮を開設。約100名が入寮。
  - 10月 - 第1回対佐高野球戦を開催。
- 1924年（大正13年）6月28日 - 社会科学研究会が結成。
- 1925年（大正14年）3月 - 第1回生卒業式を挙行。同窓会が発足。
- 1927年（昭和2年）5月 - 志賀島で第1回乱舞会（ストーム）を開催。
- 1931年（昭和6年）11月 - 寮を「学而寮」と命名。
- 1940年（昭和15年）11月 - 福岡高等学校紀元2600年記念式典を挙行。校友会[2]を解散し、報国団を結成。
- 1942年（昭和17年）
  - 4月 - 理科2組から3組となる（21回生、22回生）。
  - 9月 - 修業年限6カ月短縮措置により、卒業式（19回生）を挙行。（21回生まで）。
- 1943年（昭和18年）1月 - 修業年限を2年に短縮。
- 1944年（昭和19年）4月 - 文科1組、理科5組となる。23回生入学。
- 1945年（昭和20年）
  - 3月 - 22回生、修業2年で卒業。
  - 4月 - 文科1組、理科6組となる。
  - 6月 - 24回生入学式を挙行。
  - 9月 - 外地からの編入等により、23回生において文科2組、以降24回生において文科3組に増員。
- 1946年（昭和21年）4月 - 修業年限を3年に戻す。
- 1949年（昭和24年）
  - 3月 - 27回生、在学1年で修了。
  - 4月1日 - 文部省令10号により、法文学部が廃止され、法学部・経済学部・文学部が設置。
  - 5月31日 - 新制九州大学の発足により、包括され九州大学福岡高等学校となる。
  - 6月8日 - 在学1年で修了した27回生、新制大学第1回を受験。
  - 7月1日 - 一般教養課程実施のため、福岡高等学校校地に第一分校が設置。
- 1950年（昭和25年）
  - 3月 - 福岡高等学校、第26回生が卒業。
  - 3月31日 - 法律51号により、九州大学福岡高等学校が廃止。

閉校後
- 1951年（昭和26年）
  - 1月 - 旧制福岡高等学校第1回「青陵会」総会が亭々舎で開催。
  - 11月 - 青陵会会報第1号が発行される。
- 1955年（昭和30年）10月31日 - 九州大学の第一分校と第二分校（久留米）が統合し、旧福岡高等学校校地に九州大学分校が設置。
- 1963年（昭和38年）
  - 2月27日 - 旧制福高以来の外人教師官舎を西新官舎と改称し、九州大学本部に移管。
  - 3月31日 - 九州大学分校が廃止。
  - 4月1日 - 分校跡地に新校舎が完成し、九州大学教養部が発足。（六本松キャンパス）
- 1968年（昭和43年）- 同窓会「青陵会」によって「青陵の泉」が設置。
- 1994年（平成6年）
  - 1月 - 旧制福岡高等学校に関係する資料が九大大学史料室に移管。
  - 3月 - 教養部が廃止。
  - 4月 - 全学教育（一般教養教育）を開始。
- 2002年（平成14年）10月 - 創立80周年を記念し、「旧制福岡高等学校跡」記念標柱が建立。
- 2009年（平成21年）3月 - キャンパス統合のため、六本松キャンパスが廃止。

## 歴代校長
- 初代：秋吉音治（1921年 - 1937年7月死去）
- 第2代：堀重里（1937年9月 - 1941年）
  - 前・第七高等学校造士館校長
- 第3代：折竹錫（1941年6月 - 1945年11月24日[3]）
- 第4代：山尾政治（1945年11月24日[3] - ）
  - 前・松江高等学校校長
- 永井重義（ - 1950年3月）

## 校地の変遷と継承

旧制福岡高等学校跡の碑、青陵乱舞の像（六本松）

校地は福岡市中央区六本松にあり、後身の九州大学に継承されて「第一分校」の校地となった。1955年（昭和30年）に第2分校（久留米工専跡）が廃止・統合されたため「分校」と改称、1963年（昭和38年）に「教養部」となった。1994年（平成6年）の教養部廃止後も、全学教育科目の講義は引き続き六本松地区で行われたが、2009年（平成21年）に六本松地区は廃止され、伊都地区に統合移転となった。跡地は都市再生機構に売却された。

## 著名な出身者

### 政治
- 有田一寿 - 元参議院議員（新自由クラブ）
- 鬼丸勝之 - 元参議院議員（自由民主党）
- 久保田藤麿 - 元衆議院議員・参議院議員（自由民主党）
- 遠藤政夫 - 元参議院議員（自由民主党）
- 高木健太郎 - 元参議院議員（公明党）、医学者
- 関嘉彦 - 元参議院議員（民社党）、政治学者
- 楢崎弥之助 - 元衆議院議員（社会民主連合）
- 柴田睦夫 - 元衆議院議員（日本共産党）
- 武田邦太郎 - 元参議院議員（日本新党）
- 松尾金蔵 - 通産事務次官
- 川原英之 - 通産省官房長
- 馬郡厳 - 日銀政策委員、通産官僚
- 田辺博通 - 国税庁長官
- 磯田好祐 - 財務参事官
- 首藤尭 - 自治事務次官
- 川合寿人 - 警視総監
- 福田繁 - 文部事務次官
- 中村俊一 - 郵政事務次官
- 高橋弘篤 - 建設事務次官
- 城戸謙次 - 環境事務次官
- 秋吉良雄 - 北海道開発事務次官
- 佐藤勝也 - 元長崎県知事
- 亀井光 - 元福岡県知事
- 荒巻禎一 - 元京都府知事
- 吉田法晴 - 北九州市初代市長
- 谷伍平 - 元北九州市長
- 桑原敬一 - 元福岡市長

### 経済
- 東條輝雄 - 元三菱自動車社長
- 金森政雄 - 元三菱重工業社長
- 末永聡一郎 - 元三菱重工業社長
- 倉田興人 - 元三井鉱山社長
- 有吉新吾 - 元三井鉱山社長
- 吉本弘次 - 元西日本鉄道社長
- 木本元敬 - 元西日本鉄道社長
- 西亦次郎 - 元西鉄ライオンズ球団社長
- 石川数雄 - 元主婦の友社社長
- 斉藤武幸 - 元住友建設社長
- 弥富武 - 元東京建物社長
- 南幸治 - 元大成建設社長
- 吉村清三 - 元関西電力社長
- 橋本敬之 - 元ニッカウヰスキー社長
- 大内田正 - 元日立建機社長
- 池田俊一郎 - 元山陽国策パルプ社長
- 大島隆夫 - 元富士火災海上保険社長
- 片山仁八郎 - 元三菱電機社長
- 横田良雄 - 元山一證券社長
- 高岩淡 - 元東映社長
- 石橋幹一郎 - 元ブリヂストン社長
- 山田菊男 - 元三菱石油社長
- 久水宏之 - 経済評論家、元日本興業銀行常務
- 原口幸隆 - 元日本労働組合総評議会(総評)議長

### 法曹
- 平賀健太 - 札幌地裁所長(1969-) / 長沼ナイキ事件の平賀書簡問題

### 学術
- 仲宗根政善 - 言語学者、琉球方言研究
- 林周二 - 経営学者、『流通革命』
- 安松京三 - 昆虫学者
- 陣内傳之助 - 外科医学者
- 白木博次 - 神経病理学者
- 井上正治 - 刑法学者
- 小田島雄志 - 英文学者、文化功労者、シェイクスピア研究
- 黒木三郎 - 法社会学者
- 水尾比呂志 - 美術史家、武蔵野美術大学元学長
- 福富孝治 - 地球物理学、北海道大学教授
- 平岡昇 - フランス文学者
- 秀村欣二 - 西洋史学者
- 向井利昌 - 神戸大学名誉教授
- 木村健康 - 経済学者
- 遠山啓 - 数学者、「水道方式」
- 中村廣治 - 思想史家
- 桑木務 - 哲学者（現象学）、中央大学名誉教授
- 井上茂 - 法哲学者、お茶の水女子大学学長
- 藤永茂 - 量子化学者 アルバータ大学名誉教授 九州大学理学部教授
- 秀村選三 - 社会経済史学者

### 文化
- 中村能三 - 翻訳家
- 檀一雄 - 小説家
- 大西巨人 - 小説家
- 小島直記 - 小説家
- 田中小実昌 - 小説家
- 岡松和夫 - 小説家
- 那珂太郎 - 詩人
- 伊達得夫 - 芸術総合誌『ユリイカ』創刊者
- 村上冬樹 - 俳優
- 荒谷俊治 - 指揮者

## 関連書籍
- 青陵会記念誌編集委員会（編） 『人生旅路遠けれど』 青陵会、2002年10月。
- (九大）さようなら六本松誌編集委員会（編） 『青春群像　さようなら六本松　一九二一福高〜九大二〇〇九　』花書院　2009年3月